# Štedrica
Štedrica falu Horvátországban, Dubrovnik-Neretva megyében. Közigazgatásilag Dubrovačko primorje községhez tartozik. 

## Fekvése
A Dubrovnik városától légvonalban 42, közúton 58 km-re, községközpontjától légvonalban 20, közúton 24 km-re északnyugatra a tengermelléken, a Malostoni-öböl közelében fekszik. Több kis településrészből áll.

## Története
Štedrica területe már ősidők óta lakott. Az itt élt első ismert nép az illírek voltak, akik az i. e. 2. évezredtől fogva éltek itt magaslatokon épített erődített településeken és kövekből rakott halomsírokba temetkeztek. Halomsírjaikból kettő is található Štedrica területén, a Vepar-hegyen. Az illírek i. e. 35-ig uralták a térséget, amikor Octavianus hadai végső győzelmet arattak felettük. A Nyugatrómai Birodalom bukása után 493-tól a keleti gótok uralták a területet. 535-ben Dalmáciával együtt a Bizánci Császárság uralma alá került. A horvátok ősei a 7. században érkeztek Dalmáciába és csakhamar megalapították első településeiket. Ezek elsőként a termékeny mező melletti, ivóvízzel rendelkező helyeken alakultak ki. A Dubrovniki tengermellék hét plébániájával Zahumljéhez tartozott. 
1399-ben a Dubrovniki tengermellék a Raguzai Köztársaság része lett, amely 1500 aranydukátért megvásárolta Ostoja bosnyák királytól. A Raguzai Köztársaság bukása után 1806-ban Dalmáciával együtt ez a térség is a köztársaságot legyőző franciák uralma alá került, de Napóleon bukása után 1815-ben a berlini kongresszus Dalmáciával együtt a Habsburgoknak ítélte. 1857-ben 86, 1910-ben 108 lakosa volt. 1918-ban az új szerb-horvát-szlovén állam, majd később Jugoszlávia része lett. A délszláv háború során 1991. október 1-jén kezdődött a jugoszláv hadsereg (JNA) támadása a Dubrovniki tengermellék ellen, mely során súlyos károk érték a települést. A háború után rögtön elkezdődött az újjáépítés. 1996-ban újabb csapásként földrengés okozott súlyos károkat. 1997-ben megalakult Dubrovačko primorje község, melynek Štedrica is része lett. A településnek 2011-ben 58 lakosa volt, akik főként mezőgazdaságból, állattartásból, halnevelésből éltek. 

## Népesség
| Lakosság változása | Lakosság változása | Lakosság változása | Lakosság változása | Lakosság változása | Lakosság változása | Lakosság változása | Lakosság változása | Lakosság változása | Lakosság változása | Lakosság változása | Lakosság változása | Lakosság változása | Lakosság változása | Lakosság változása | Lakosság változása |
| ------------------ | ------------------ | ------------------ | ------------------ | ------------------ | ------------------ | ------------------ | ------------------ | ------------------ | ------------------ | ------------------ | ------------------ | ------------------ | ------------------ | ------------------ | ------------------ |
| 1857               | 1869               | 1880               | 1890               | 1900               | 1910               | 1921               | 1931               | 1948               | 1953               | 1961               | 1971               | 1981               | 1991               | 2001               | 2011               |
| 86                 | 0                  | 102                | 90                 | 100                | 108                | 86                 | 95                 | 82                 | 77                 | 75                 | 67                 | 50                 | 45                 | 61                 | 58                 |

## Nevezetességei
- A Szentháromság templom a 14. században épült, a 17. században barokk stílusban építették át. 1976-ban ismét átépítették.
- Keresztelő Szent János templom
- Vatović-ház
- Lučić-ház
- Vepar-hegyi ókori halomsírok

## Gazdaság
A helyi gazdaság a mezőgazdaságon alapul, mellette az állattartás és a tengeri halnevelés jelentős.